# MBank Hipoteczny
mBank Hipoteczny S.A. (d. Rheinhyp-BRE Bank Hipoteczny S.A., BRE Bank Hipoteczny S.A.) – bank hipoteczny założony w 1999 z siedzibą w Warszawie.

## Historia
Utworzony w 1999 pod nazwą Rheinhyp-BRE Bank Hipoteczny S.A. jako specjalistyczny bank hipoteczny przez BRE Bank oraz niemiecki bank Eurohypo AG z siedzibą we Frankfurcie nad Menem, w którym oba podmioty posiadały po 50% udziałów.
Od 2000 emitował hipoteczne listy zastawne we współpracy z BRE Bankiem, występującym w roli organizatora emisji. Były to pierwsze emisje tego typu przeprowadzone w Polsce.
W 2011 zmienił nazwę na BRE Bank Hipoteczny S.A., a następnie w 2013 na mBank Hipoteczny S.A.